# گرهارد تسورنتس

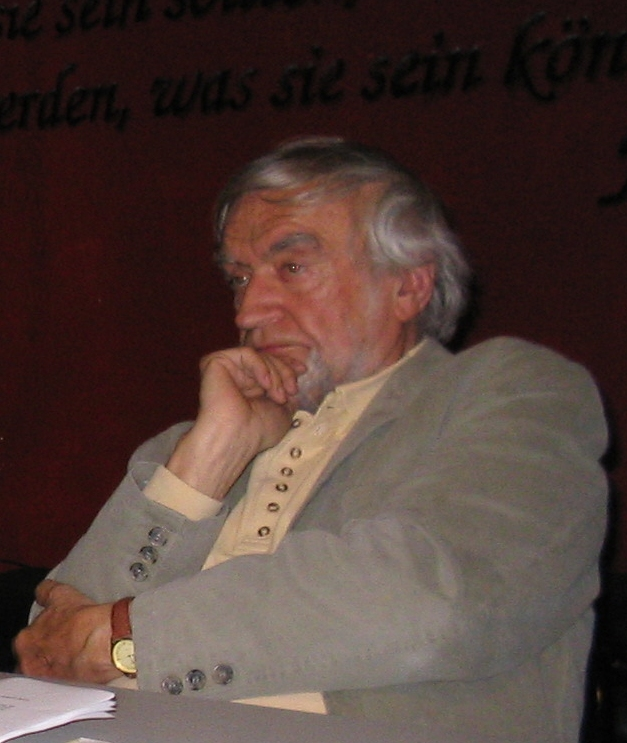
گرهارد تسورنتس، سیاست‌مدار آلمانی - ۲۰۰۵

گرهارد تسورنتس (آلمانی: Gerhard Zwerenz) سیاست‌مدار اهل آلمان است.